# Halina Zielińska
Halina Zielińska (ur. 28 lipca 1928 w Siennicy Różanej, zm. 23 czerwca 2006 tamże) – polska polityk, posłanka na Sejm PRL, rolniczka, działaczka społeczna.

## Życiorys
Córka Jana i Marianny Trykszów. Należała do licznych organizacji, m.in. Koła Gospodyń Wiejskich (od 1963 do 1967 przewodziła KGW w Siennicy Różanej, przez wiele lat także tamtejszemu gminnemu zarządowi KGW i Polskiego Czerwonego Krzyża. Od 1963 była członkinią Zjednoczonego Stronnictwa Ludowego. W partii pełniła funkcję sekretarza koła, zasiadała też w Komisji Kobiecej Powiatowego Komitetu ZSL. Była także członkinią plenum komitetów Frontu Jedności Narodu (gminnego i powiatowego). Posłanka na Sejm PRL VI kadencji (1972–1976), reprezentowała okręg nr 41 (Chełm). Zasiadała w sejmowej Komisji Kultury i Sztuki. W latach 1976–1984 pełniła funkcję radnej Wojewódzkiej Rady Narodowej w Chełmie.
Odznaczona m.in. odznaką „Zasłużony Działacz Kultury”, Złotym Krzyżem Zasługi (1975) i Krzyżem Kawalerskim Orderu Odrodzenia Polski (1983).